# Cratere Fiona
Fiona  è un cratere sulla superficie di Venere.